# Johann Gottfried Pflugfelder
Johann Gottfried Pflugfelder (* 1764 in Düsseldorf; † nach 1813 ebenda) war ein deutscher Kupferstecher.

## Leben

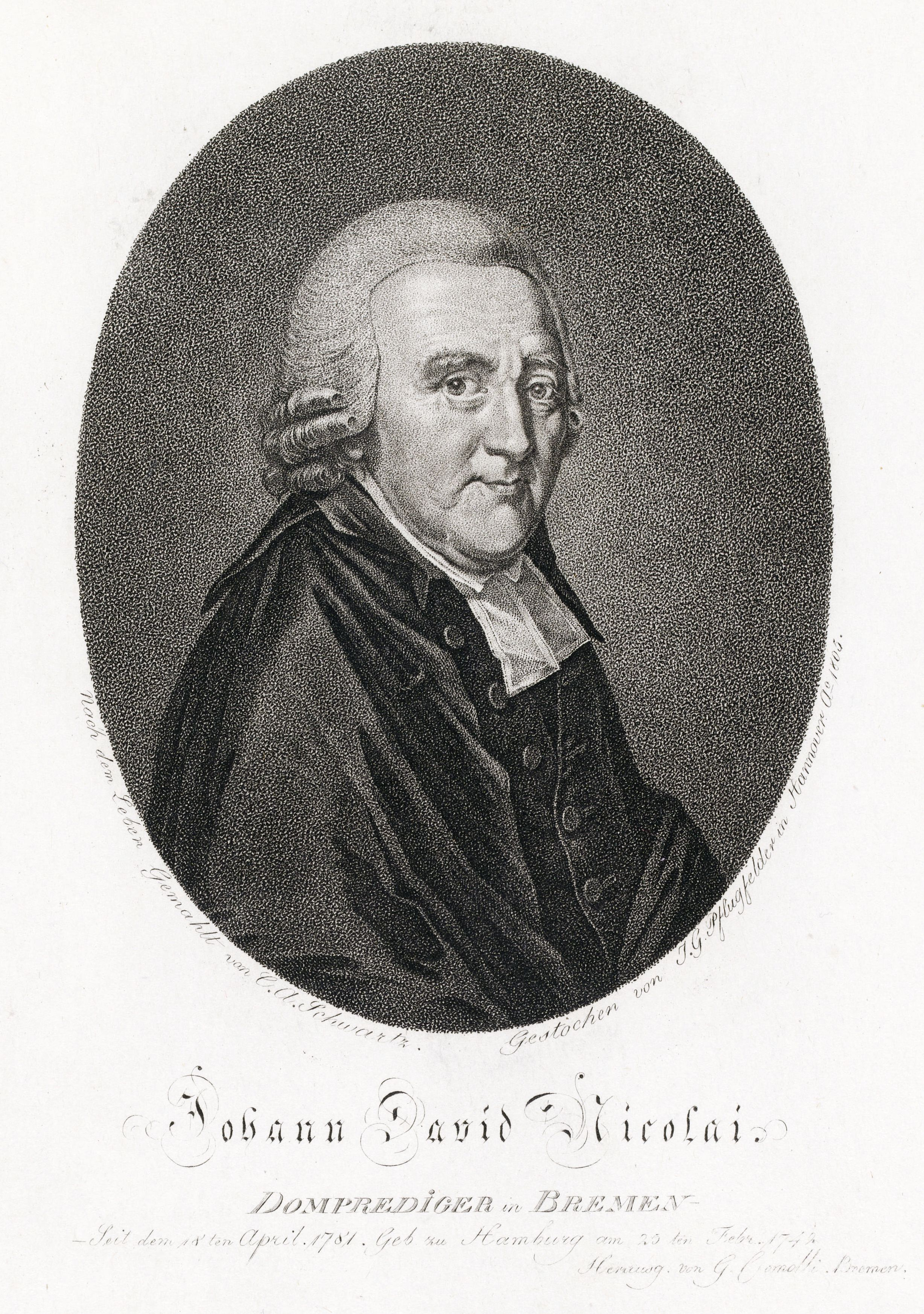
Bildnis des Bremer Dompredigers Johann David Nicolai, 1805

Pflugfelder war 1791/1792 in Den Haag tätig. Von 1805 bis 1813 wirkte er in Bremen, wo 1809 sein Sohn Friedrich August Pflugfelder geboren wurde, der ebenfalls ein Kupferstecher wurde. Pflugfelder porträtierte eine Vielzahl von Persönlichkeiten, darunter Johann Böse, Johann Heineken, Daniel Klugkist, Heinrich Wilhelm Olbers, Simon Hermann Post und eine Reihe von Pastoren. Auch schuf er Stiche nach religiösen Darstellungen, insbesondere Altargemälden.

## Werke (Auswahl)
- Stadtansicht von der Ostertorcontrescarpe, Kupferstich, Bremen 1807
- Christus und die Samariterin am Jakobsbrunnen, Kupferstich nach Jan Joests Altargemälde (Seitenflügel, untere Reihe) in St. Nicolai (Kalkar)